# قعاد الحمام (نجرة)

تعديل مصدري - تعديل

قعاد الحمام هي إحدى قرى عزلة الشرقى بمديرية نجرة التابعة لمحافظة حجة، بلغ تعداد سكانها 177 نسمة حسب تعداد اليمن لعام 2004.